# Station Elmstead Woods
Elmstead Woods is een spoorwegstation van National Rail in Elmstead in de London Borough of Bromley in het zuidoosten van Groot-Londen, Engeland. Het station is eigendom van Network Rail en wordt beheerd door Southeastern.